# Alexis Wright
Alexis Wright (ur. 25 listopada 1950) – australijska pisarka, nauczycielka akademicka, Aborygenka.

## Życiorys
Otrzymała nagrody literackie: Queensland Premier's Literary Awards, Nagrodę im. Miles Franklin, ALS Gold Medal (wszystkie za powieść Karpentaria) i dwukrotnie Victorian Premier's Prize (za powieści Karpentaria oraz The Swan Book).
Dwukrotna laureatka nagrody Stella Prize (2018, 2024).
Jest mężatką i ma troje dzieci. Mieszka w Melbourne.

## Dzieła

### Powieści
- Plains of Promise (1997)
- Carpentaria (2000; wydanie polskie Karpentaria 2009)
- The Swan Book (2013)
- Praiseworthy (2023)[2]

### Opowiadania
- The Serpent’s Covenant (2002)
- Wolność. Istota bycia człowiekiem (2009; wydanie polskie w antologii Wolność. Istota bycia człowiekiem 2009 Chodzenie po linii najmniejszego oporu bywa ryzykowne)

### Literatura faktu
- Grog war (1997)
- Believing the Unbelievable (2000)

### Redakcja antologii
- Take Power, Like This Old Man Here: An anthology of writings celebrating twenty years of land rights in Central Australia, 1977-1997 (1998)

### Pieśń
- DirtSong (2009)